# Вишкільське сільське поселення
Вишкі́льське сільське поселення (рос. Вишкильское сельское поселение) — адміністративна одиниця у складі Котельницького району Кіровської області Росії. Адміністративний центр поселення — село Вишкіль.

## Історія
Станом на 2002 рік на території сучасного поселення існували такі адміністративні одиниці:
- Вишкільський сільський округ (село Вишкіль, присілки Безденежні, Боровики, Ванюшенки, Великі Наговіцини, Волки, Горохови, Земці, Коченки, Лебеді, Мельничата, Мішотіно, Рвачі)

Поселення було утворене згідно із законом Кіровської області від 7 грудня 2004 року № 284-ЗО у рамках муніципальної реформи шляхом перетворення Вишкільського сільського округу.

## Населення
Населення поселення становить 296 осіб (2017; 297 у 2016, 325 у 2015, 346 у 2014, 353 у 2013, 369 у 2012, 370 у 2010, 494 у 2002).

## Склад
До складу поселення входять 13 населених пунктів:
| Населений пункт             | Населення, осіб (2002) | Населення, осіб (2010) |
| --------------------------- | ---------------------- | ---------------------- |
| Безденежні, присілок        | 0                      | 1                      |
| Боровики, присілок          | 8                      | 0                      |
| Ванюшенки, присілок         | 15                     | 10                     |
| Великі Наговіцини, присілок | 2                      | 4                      |
| Вишкіль, село               | 398                    | 320                    |
| Волки, присілок             | 1                      | 2                      |
| Горохови, присілок          | 9                      | 2                      |
| Земці, присілок             | 4                      | 0                      |
| Коченки, присілок           | 0                      | 0                      |
| Лебеді, присілок            | 16                     | 11                     |
| Мельничата, присілок        | 1                      | 1                      |
| Мішотіно, присілок          | 37                     | 17                     |
| Рвачі, присілок             | 3                      | 2                      |